# بوکه‌لو
بوکه‌لو (به هلندی: Boekelo) یک منطقهٔ مسکونی در هلند است که در انسخده واقع شده‌است. بوکه‌لو ۱٫۶۶ کیلومتر مربع مساحت و ۲٬۳۰۶ نفر جمعیت دارد.